# ساوث هيل (فرجينيا)
ساوث هيل (بالإنجليزية: South Hill town, Virginia)‏ هي بلدة تقع بولاية فرجينيا في الولايات المتحدة. تبلغ مساحتها 25.52 كم2، وترتفع عن سطح البحر 142 م، بلغ عدد سكانها 4,650 نسمة في عام 2010 حسب إحصاء مكتب تعداد الولايات المتحدة وتصل الكثافة السكانية فيها 182.2 نسمة لكل كيلومتر مربع (471.9/ميل2).

## التركيبة السكانية
حدّد مكتب تعداد الولايات المتحدة بيانات التركيبة السكانية لساوث هيل في تعداد الولايات المتحدة. في ما يلي، التركيبة السكانية حسب تعدادي 2000 و2010.

### تعداد عام 2000
بلغ عدد سكان ساوث هيل 4,403 نسمة بحسب تعداد عام 2000، وبلغ عدد الأسر 1,809 أسرة وعدد العائلات 1,191 عائلة مقيمة في البلدة. في حين سجلت الكثافة السكانية 172.5 نسمة لكل كيلومتر مربع (446.8/ميل2). وبلغ عدد الوحدات السكنية 1,988 وحدة بمتوسط كثافة قدره 77.9 لكل كيلومتر مربع (201.8/ميل2).
وتوزع التركيب العرقي للبلدة بنسبة 58.37% من البيض و39.43% من الأمريكيين الأفارقة و0.30% من الأمريكيين الأصليين و1% من الأمريكيين ذوي الأصول الآسيوية و0.39% من الأعراق الأخرى و0.52% من عرقين مختلطين أو أكثر و1.57% من الهسبانيون أو اللاتينيون من أي عرق.
بلغ عدد الأسر 1,809 أسرة كانت نسبة 31.7% منها لديها أطفال تحت سن الثامنة عشر تعيش معهم، وبلغت نسبة الأزواج القاطنين مع بعضهم البعض 43.7% من أصل المجموع الكلي للأسر، ونسبة 18.6% من الأسر كان لديها معيلات من الإناث دون وجود شريك، بينما كانت نسبة 3.5% من الأسر لديها معيلون من الذكور دون وجود شريكة وكانت نسبة 34.2% من غير العائلات. تألفت نسبة 30% من أصل جميع الأسر من عدة أفراد يعيشون في نفس المنزل ونسبة 13.8% كانت تتألف من شخص يعيش بمفرده يبلغ من العمر 65 عاماً أو أكثر. وبلغ متوسط حجم الأسرة المعيشية 2.33، أما متوسط حجم العائلات فبلغ 2.88.
بلغ العمر الوسطي للسكان 39.9 عاماً. وكانت نسبة 23.2% من القاطنين تحت سن الثامنة عشر، وكانت نسبة 7.6% بين الثامنة عشر والرابعة والعشرين عاماً، ونسبة 26.2% كانت واقعةً في الفئة العمرية ما بين الخامسة والعشرين والرابعة والأربعين عاماً، ونسبة 22.8% كانت ما بين الخامسة والأربعين والرابعة والستين، ونسبة 16.1% كانت ضمن فئة الخامسة والستين عاماً فما فوق. يوجد لكل 100 أنثى 80.8 ذكر، ويوجد لكل 100 أنثى في الثامنة عشر من عمرها فما فوق 74.0 ذكر.
بلغ متوسط دخل الأسرة في البلدة 31,078 دولارًا، أما متوسط دخل العائلة فبلغ 38,156 دولارًا. وكان متوسط دخل الذكور 30,128 دولارًا مقابل 21,996 دولارًا للإناث. وسجل دخل الفرد الخاص بالبلدة 19,319 دولارًا. وكانت نسبة 14.3% من العائلات ونسبة 18.8% من السكان تحت خط الفقر، وكان من هؤلاء نسبة 30.9% تحت سن الثامنة عشر ونسبة 11.2% في الخامسة والستين من العمر وما فوق.

### تعداد عام 2010
بلغ عدد سكان ساوث هيل 4,650 نسمة بحسب تعداد عام 2010، وبلغ عدد الأسر 1,988 أسرة وعدد العائلات 1,209 عائلة مقيمة في البلدة. في حين سجلت الكثافة السكانية 182.2 نسمة لكل كيلومتر مربع (471.9/ميل2). وبلغ عدد الوحدات السكنية 2,227 وحدة بمتوسط كثافة قدره 87.3 لكل كيلومتر مربع (226.1/ميل2).
وتوزع التركيب العرقي للبلدة بنسبة 52.06% من البيض و42.32% من الأمريكيين الأفارقة و0.24% من الأمريكيين الأصليين و2.06% من الأمريكيين ذوي الأصول الآسيوية و0.09% من سكان جزر المحيط الهادئ و1.33% من الأعراق الأخرى و1.89% من عرقين مختلطين أو أكثر و2.88% من الهسبانيون أو اللاتينيون من أي عرق.
بلغ عدد الأسر 1,988 أسرة كانت نسبة 31.6% منها لديها أطفال تحت سن الثامنة عشر تعيش معهم، وبلغت نسبة الأزواج القاطنين مع بعضهم البعض 35.5% من أصل المجموع الكلي للأسر، ونسبة 20.6% من الأسر كان لديها معيلات من الإناث دون وجود شريك، بينما كانت نسبة 4.7% من الأسر لديها معيلون من الذكور دون وجود شريكة وكانت نسبة 39.2% من غير العائلات. تألفت نسبة 34.7% من أصل جميع الأسر من عدة أفراد يعيشون في نفس المنزل ونسبة 17.3% كانت تتألف من شخص يعيش بمفرده يبلغ من العمر 65 عاماً أو أكثر. وبلغ متوسط حجم الأسرة المعيشية 2.28، أما متوسط حجم العائلات فبلغ 2.92.
بلغ العمر الوسطي للسكان 40.9 عاماً. وكانت نسبة 24.2% من القاطنين تحت سن الثامنة عشر، وكانت نسبة 7.1% بين الثامنة عشر والرابعة والعشرين عاماً، ونسبة 23.7% كانت واقعةً في الفئة العمرية ما بين الخامسة والعشرين والرابعة والأربعين عاماً، ونسبة 24.8% كانت ما بين الخامسة والأربعين والرابعة والستين، ونسبة 20.3% كانت ضمن فئة الخامسة والستين عاماً فما فوق. وتوزع التركيب الجنسي للسكان بنسبة 44% ذكور و56% إناث.

## وصلات خارجية
- الموقع الرسمي